# Lommegau
Der Lommegau (comitatus Lomacensis) war zur Zeit der Karolinger das Gebiet im Norden von Namur. Es wurde im 10. Jahrhundert mit der Grafschaft Namur vereinigt.

## Grafen im Lommegau
- Giselbert, 841 Graf im Maasgau, 866 Graf im Lommegau (Reginare); ⚭ 846 entführt, Ehe 849 anerkannt, NN, * wohl 826/830, Tochter des Kaisers Lothar I. (Karolinger)
- Erlebold von Hoegaarden, Graf im Lommegau 915, X 921, ⚭ wohl Alpais, Tochter des Königs Karl III. von Frankreich
- Berengar von Namur († um 946), Graf im Lommegau, Graf im Maifeld (Haus Namur); ⚭ NN, Erbin des comitatus Lomacensis, Tochter Herzog Reginhars von Lothringen († 915) und Schwester Giselberts († 939) (Reginare)
- Robert I. (Balderich) von Namur († 981), dessen Sohn, Graf von Lomme